# Prescriptions techniques en droit suisse
Les prescriptions techniques (technische Vorschriften) sont, en droit suisse, des règles de droit étatique (par opposition aux normes) impératives, qui peuvent par exemple porter sur la composition, les caractéristiques, l’emballage, l’étiquetage, le signe de conformité, ainsi que sur le mode de production, de transport ou d’entreposage des produits. La conformité à ces règles est une condition de l’offre, de la mise sur le marché, de la mise en service, de l’utilisation ou de l’élimination d’un produit.